# Achiridae

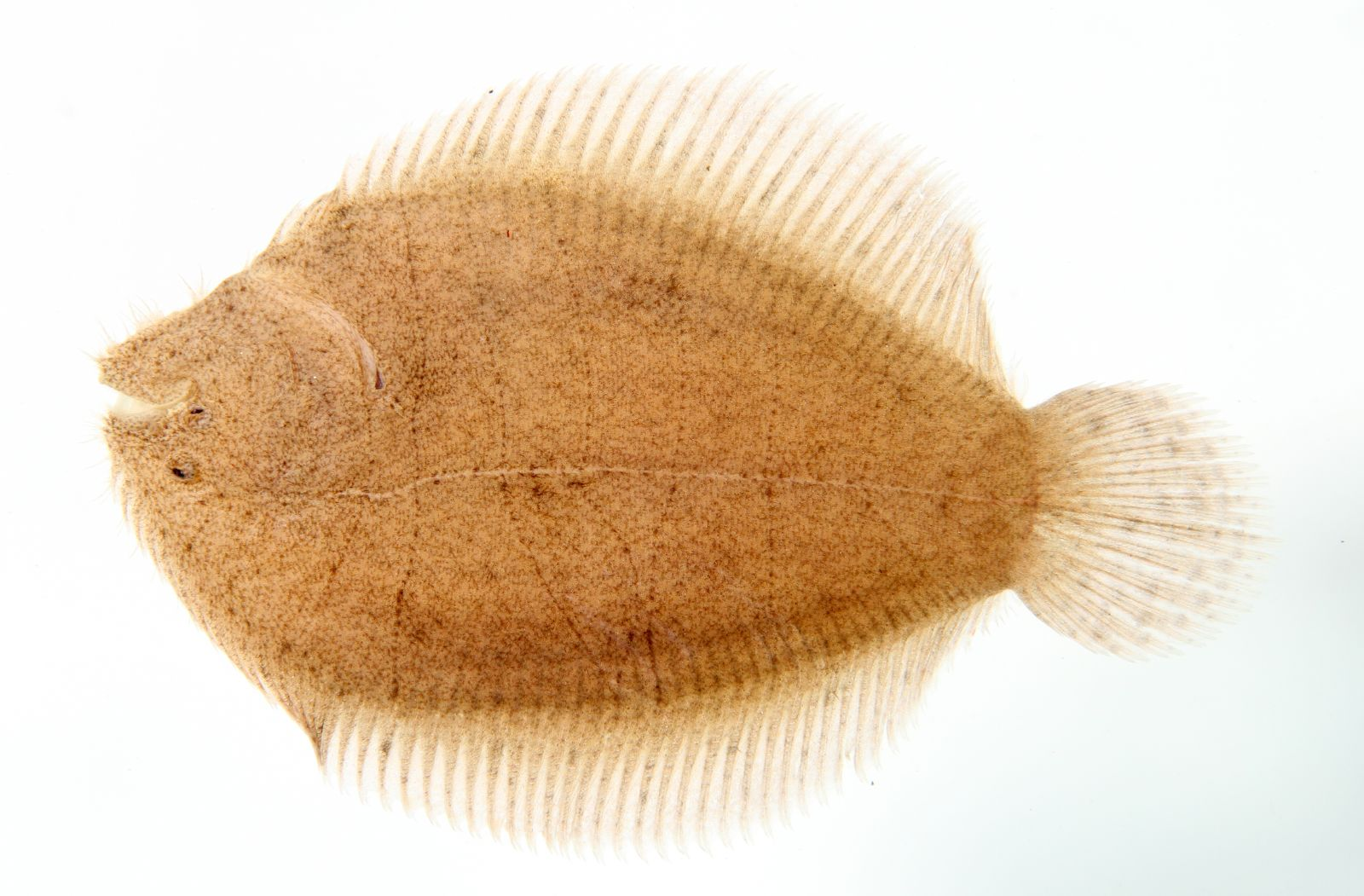
Hypoclinemus mentalis

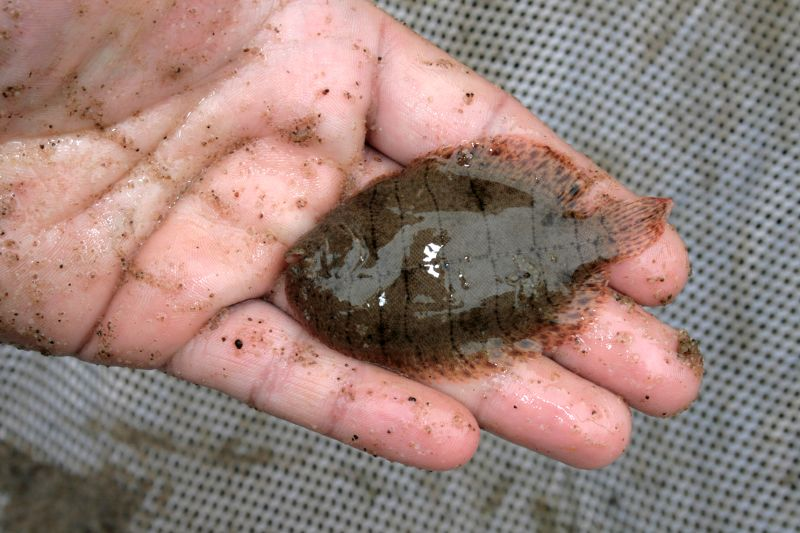
Trinectes maculatus

Achiridae è una famiglia di pesci ossei appartenente all'ordine Pleuronectiformes.

## Distribuzione e habitat
Le specie appartenenti a questa famiglia sono presenti solamente nelle acque americane, sia nelle acque salate degli oceani Atlantico e Pacifico sia nelle acque dolci dell'America meridionale.
Sono pesci costieri, molte specie marine, essendo eurialine, penetrano nel tratto inferiore dei fiumi.

## Descrizione
Come tutti i pleuronettiformi questi pesci presentano un corpo molto appiattito lateralmente con capo asimmetrico ed entrambi gli occhi su un solo lato, in questo caso il destro. Il labbro superiore sul lato oculare ha un bordo carnoso ben visibile. I denti sono piccoli, setoliformi, presenti solo dalla parte del lato cieco. La pinna dorsale è molto lunga e arriva fino alla bocca. La pinna ventrale del lato oculare è unita alla pinna anale da una membrana. Le pinne pettorali sono piccole o mancano del tutto.

Questi pesci hanno piccole dimensioni, solo poche specie superano i 20 cm. Le specie più grandi sono dulcacquicole.

## Alimentazione
Carnivori, si cibano di pesciolini ed invertebrati.

## Generi
- Achirus
- Aphionichthys
- Catathyridium
- Gymnachirus
- Hypoclinemus
- Pnictes
- Trinectes